# کفش‌آرواره‌ها
کفش‌آرواره‌ها (نام علمی: Solegnathus) نام یک سرده از زیرخانواده لوله‌ماهی است.